# Municipio de Plumlee
El municipio de Plumlee (en inglés: Plumlee Township) es un municipio ubicado en el condado de Newton en el estado estadounidense de Arkansas. En el año 2010 tenía una población de 223 habitantes y una densidad poblacional de 3,34 personas por km².

## Geografía
El municipio de Plumlee se encuentra ubicado en las coordenadas 36°4′45″N 93°18′20″O / 36.07917, -93.30556. Según la Oficina del Censo de los Estados Unidos, el municipio tiene una superficie total de 66.74 km², de la cual 66,32 km² corresponden a tierra firme y (0,62 %) 0,41 km² es agua.

## Demografía
Según el censo de 2010, había 223 personas residiendo en el municipio de Plumlee. La densidad de población era de 3,34 hab./km². De los 223 habitantes, el municipio de Plumlee estaba compuesto por el 96,41 % blancos, el 1,35 % eran amerindios, el 0,45 % eran asiáticos y el 1,79 % eran de una mezcla de razas. Del total de la población el 2,24 % eran hispanos o latinos de cualquier raza.